# Lymantria eremita
Lymantria eremita är en fjärilsart som beskrevs av Ferdinand Ochsenheimer 1810. Lymantria eremita ingår i släktet Lymantria och familjen tofsspinnare. Inga underarter finns listade i Catalogue of Life.